# Neoniphon aurolineatus
Neoniphon aurolineatus är en fiskart som först beskrevs av Liénard, 1839.  Neoniphon aurolineatus ingår i släktet Neoniphon och familjen Holocentridae. Inga underarter finns listade i Catalogue of Life.